# Mantella pulchra
Mantella pulchra es una especie de anfibio anuro de la familia Mantellidae.

## Distribución geográfica
Esta especie es endémica de Madagascar. Habita entre los 300 y 950 m de altitud desde Mananara Nord hasta An'Ala.

## Descripción
Mantella pulchra mide en promedio de 21 a 25 mm. Esta especie se parece a la Mantella madagascariensis, pero se diferencia en particular por la coloración marrón de las espinillas, el tarso y los antebrazos. Las áreas de luz, naranja en los fémures y espinillas están alineadas con rojo.

## Publicación original
- Parker, 1925 : New and rare reptiles and batrachians from Madagascar. Annals and Magazine of Natural History, sér. 9, vol. 16, p. 390-394.[6]